# Fadil Hadžić
Fadil Hadžić (Bileća, 23 de abril de 1922 – Zagreb, 3 de enero de 2011) fue un director de cine, guionista, dramaturgo y periodista croata, conocida principalmente por sus películas de comedia. 

## Biografía
Nacido en Bileća en Herzegovina, formando parte del Yugoslavia, fue a vivir a Zagreb donde estudió pintura Academia de Bellas Artes de la Universidad de Zagreb. Trabajó en diferentes revistas populares como Kerempuh, Vjesnik u srijedu o Telegram. Fue uno de los fundadores de los teatros Kerempuh (posteriormente llamado Jazavac) y Komedija en Zagreb, y también trabajó como intendente en el Teatro nacional de Croacia.
Hizo su debut como guionista en 1952 con el film animado Začarani dvorac u Dudincima dirigido por  Dušan Vukotić. En 1961, Hadžić hizo su debut como directo con Abeceda straha. Fue un prolífico y versátil cineasta durante la década de los 60 y su film Službeni položaj ganó el Big Golden Arena para mejor película en la Festival de Cine de Pula de 1964. En la década de los 70 y 80, su producción fue menor, pero a pesar de esto ganó el Golden Arena al Mejor Director en 1979 por su 
film Novinar.
Hadžić escribió y dirigió en 1972, Lov na jelene, protagonizado por Boris Dvornik y Silvana Armenulić, un thriller sobre un emigrante acusado de ser un terrorista de Ustacha.
A princopios de los 80, dejó de hacer películas y se dedicó a la dramaturgia. En este período escribió más de 57 obras populares y tuvo 14 exposiciones individuales de sus pinturas. A principios de los 2000, volvió a la dirección dirigiendo un par de adaptaciones de comedia en 2003 y 2005 y del drama bélico Zapamtite Vukovar en 2008. 